# E9

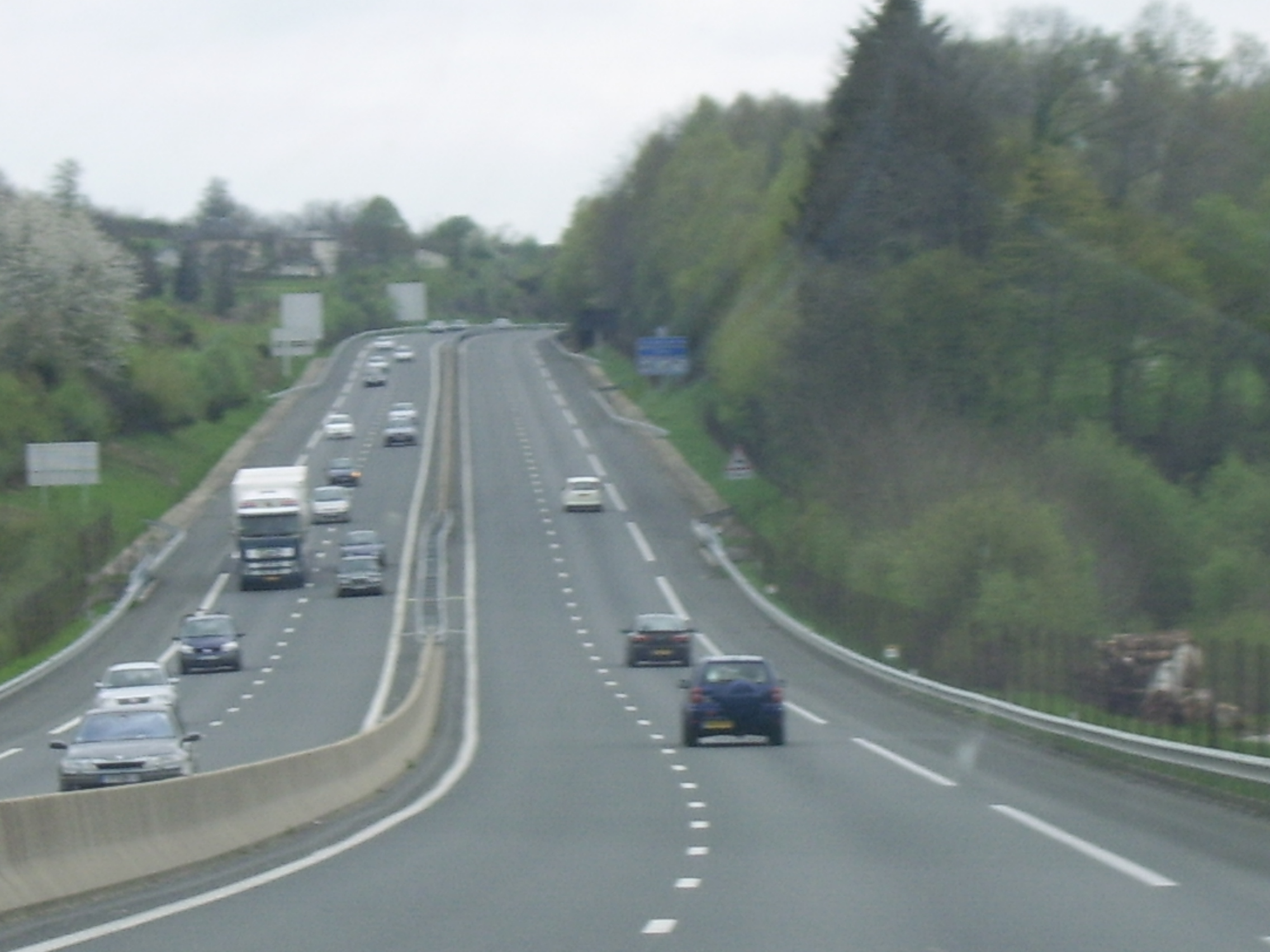
E9/A20 nära Corrèze söder om Limoges.

E9 eller Europaväg 9 är en europaväg som börjar i Orléans i Frankrike och slutar i Barcelona i Spanien. Vägens längd är 967 kilometer.

## Sträckning
Orléans - Limoges - Toulouse - Foix - (gräns Frankrike-Spanien) - Barcelona
Det finns inga europavägar i Andorra, men E9 passerar omkring 1 kilometer från detta lands gräns.

## Standard
Vägen är motorväg Orléans-Toulouse, och följer motorvägarna A71 och A20. Vägen är mestadels landsväg Toulouse-Barcelona.

## Anslutningar till andra europavägar
| - E5 - E60 - E11 |  | - E603 - E70 - E72 |  | - E80 - E15 - E90 |

## Tidigare sträckning
I det gamla europavägssystemet (som i många länder användes till 1985) gick E9 genom hela Europa, sträckningen Genua-Milano-Basel-Luxemburg-Amsterdam.